# آلینا کابائوا
آلینا کابائوا (انگلیسی: Alina Kabaeva زادهٔ ۱۲ مهٔ ۱۹۸۳) ژیمناست و سیاستمدار زاده تاشکند و شهروند روسیه است.
کابایوا با ۲ مدال المپیک، ۱۴ مدال قهرمانی جهان و ۲۱ مدال قهرمانی اروپا یکی از پرافتخارترین ژیمناست‌های تاریخ ژیمناستیک ریتمیک است.
وی از سال ۲۰۰۷ تا ۲۰۱۴ معاون دومای دولتی روسیه متحد بود و در سپتامبر ۲۰۱۴ رئیس هیئت مدیره گروه رسانه ملی روسیه شد.

## خانواده و تولد
کابایوا در ۱۲ مه ۱۹۸۳ از یک پدر مسلمان تاتار بنام مراد کابایف و مادر روسی، در تاشکند ازبکستان در جمهوری شوروی سوسیالیستی ازبکستان زاده شد. مراد کابایف، یک فوتبالیست حرفه‌ای بود و خانواده او دائماً در مناطق مختلف ازبکستان، قزاقستان و روسیه زندگی می‌کردند.

## ورزش
آلینا کابائوا ژیمناستیک را از ۴ سالگی آغاز کرد. به گفته مربی او این دختر ترکیب کمیابی از دو ویژگی مهم انعطاف‌پذیری و چابکی در ژیمناستیک ریتمیک را داشت. به همین دلیل به کابائوا به عنوان «انعطاف پذیرترین زن روسیه» شناخته می‌شود.
نخستین حضور او در رقابت‌های بین‌المللی در سال ۱۹۹۶ بود و در مسابقات قهرمانی اروپا با شگفتی چشمگیری برنده شد. در المپیک ۲۰۰۰ سیدنی یک خطای نامشخص در حلقه مانع از برد وی شد و توانست تنها مدال برنز را در آن مسابقات بدست آورد. اما پس از کسب مدال طلا در بازی‌های تابستانی ۲۰۰۴ آتن به یکی از برجسته‌ترین ژیمناست‌های روسیه تبدیل شد.
آلینا کابائوا تا هنگام بازنشستگی از جهان ورزش ۱۸ مدال قهرمانی جهان و ۲۵ مدال قهرمانی اروپا را در کنار جوایز المپیک بدست آورد. او در رویدادی در سال ۲۰۰۱ پس از مثبت شدن آزمایش یک ماده ممنوعه دوپینگ، مدال‌های خود را از دست داد.
او حرکتی در ژیمناستیک به نام خودش ثبت کرده است.

## سیاست
آلینا کابائوا و از سال ۲۰۰۷ تا ۲۰۱۴ در مجلس عوام روسیه نماینده حزب روسیه متحد بود. در سال ۲۰۱۴ او رئیس گروه رسانه ملی شد که تقریبا در همه رسانه‌های مهم روسیه نقش دارد.

## ثروت
اسناد فاش شده نشان می‌دهند که او سالانه نزدیک به ۱۲ میلیون دلار آمریکا درآمد دارد.

## رابطه با پوتین
بر اساس منابع، وی معشوقه ولادیمیر پوتین بوده و از وی دارای چهار فرزند است. کابایوا در سوئیس زندگی می‌کند.
مشخص نیست که اولین بار چه زمانی آلینا کابائوا و پوتین دیدار کردند اما دیدار یک قهرمان المپیک با رئیس جمهور یک کشور امری دور از انتظار نیست. عکسی از دیدار آنها در سال ۲۰۰۱ وجود دارد که در آن، پوتین به کابائوا نشان دوستی، یک افتخار عالی دولتی، اعطا می‌کند.
آلینا کابائوا از سال ۲۰۰۸ با پوتین ارتباط عاشقانه برقرار کرد. در سال ۲۰۰۸ روزنامه Moskovsky Korrespondent گزارش داد که پوتین می‌خواهد از همسرش لیودمیلا جدا شود و با آلینا کابائوا ازدواج کند. در پاسخ، پوتین و کابائوا دو این موضوع را رد کردند. اما بلافاصله پس از آن، مقامات، روزنامه را تعطیل کردند.
در سال ۲۰۱۵ کابایوا در شهر «لوگانو» سوئیس دختری را به دنیا آورد که شایع شد پدر این دختر ولادیمیر پوتین است. انتشار این خبر توجه مطبوعات سوئیسی و بین‌المللی را به او جلب کرد. ژیمناستیک‌کار پیشین روسیه در سال ۲۰۱۹ نیز صاحب یک دوقلو شد و دو سال پیش از آن نیز در یک کلینیک خصوصی در سوئیس صاحب کودکی دیگر شده بود.
بااینحال ولادیمیر پوتین همیشه از افشای جزئیات زندگی خصوصی خود جلوگیری می‌کند. او به صراحت رابطه با آلینا کابائوا را رد کرده است.

## تحریم
در مه ۲۰۲۲ اتحادیه اروپا آلینا کابائوا را به دلیل نقش در انتشار پروپاگاندای دولت روسیه ارتباط نزدیک با ولادیمیر پوتین تحریم کرد.
همزمان دولت آمریکا اعلام کرد که تمایلی به تحریم او ندارد زیرا بیم آن دارد که این مسئله ضربه‌ای شخصی به پوتین انگاشته و باعث افزایش تنش‌ها شود.
درخواست‌هایی هم برای اخراج او از سوئیس وجود دارد.